# ルーマニアの国章
ルーマニアの国章（ルーマニアのこくしょう）では、ルーマニアの歴代政府が制定した紋章を一覧にする。

## 現在の国章
1989年12月のルーマニア革命によって成立した新生ルーマニアは、1992年9月24日に国章を共産時代のものから王国時代のものに近いデザインに改めた。この国章では、青い盾に金（黄）の鷲が描かれ、さらにその鷲が五分割された青と赤の盾を抱くという意匠になっている。
2016年2月15日にルーマニア上院において、同年6月8日にルーマニア下院において、王国時代もルーマニアの歴史の一部であるということを示すために国章に王冠を復活させる法案が可決された。これにより、鷲の頭に王冠を付け加えた新しい国章に変更されたが、法案には君主制の復活を自動的に意味するものではないことも同時に記載されている。2018年12月31日までは移行期間としてこれまでの国章を使用することができる。

### 構成
- 基調となる色は、国旗と同じ赤と青と黄色の3色である。黄と青はワラキア、赤と青はモルダビアに由来する。青は澄んだ空、黄色は鉱物資源、赤は勇気を象徴している。
- 青地の盾には赤いくちばしと脚を持つ金（黄）の鷲が描かれている。鷲が嘴に咥えているのはルーマニア正教を象徴する金の十字架である。右足にモルダビアを象徴する銀（白）のシュテファン大公の剣。左足にワラキアを象徴する銀（白）のミハイ勇敢公（ルーマニア語版、英語版）の職杖（英語版）（メイスの一種）を掴んでいる。
- 鷲が抱えている盾は赤と青の五分割のものである。上部に2つ、下部に3つの枠がある。
  - 上部左には、青地に頭上に日月を戴いて十字架を咥え、赤い嘴と脚を持つ翼を広げた金の鷲が描かれている。これはワラキアの紋章である。
  - 上部右には、赤地に角の間に金の五角星を戴いた黒い牛の頭が描かれている。これはモルダビアの紋章である。
  - 下部左には赤地に金（黄）で銀の剣を掴んだ獅子と橋が描かれている。獅子と橋はバナトおよびオルテニアの紋章である。
  - 下部中央には、青地に2匹の金の魚が描かれている。これは黒海沿岸のドブロジャを象徴している。
  - 下部右には、青地に黒い鷲が描かれている。これはトランシルヴァニアと、同地方に属するクリシャナ（現在のアラド県やビホル県にまたがる地方）およびマラムレシュ（現在のマラムレシュ県を含む地方）を象徴している。

## 歴代の国章

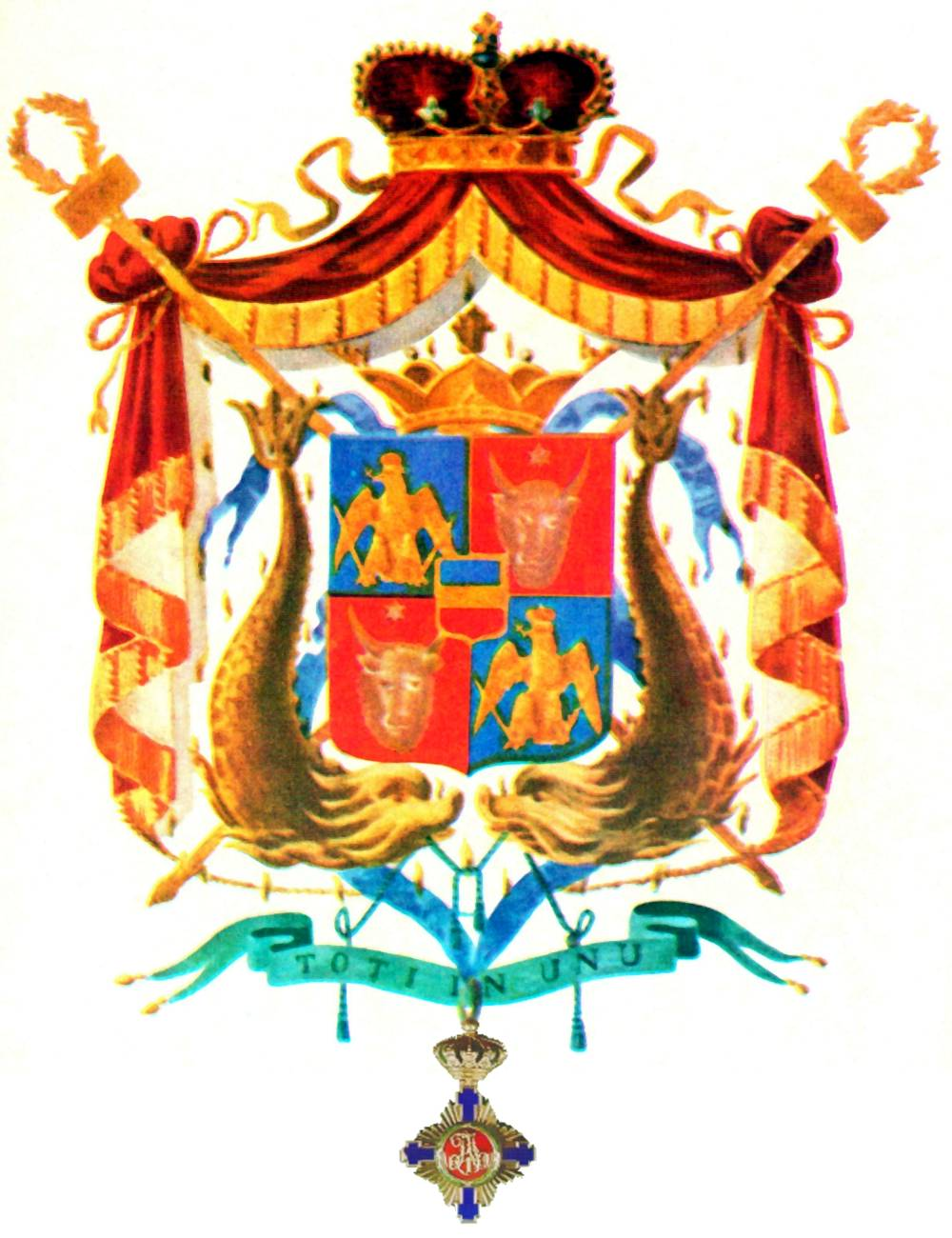
非公式なルーマニアの紋章の一つ（1864年~1866年）
ルーマニア公国の国章（1867年~1872年）
ルーマニア公国の国章（1872年~1881年）
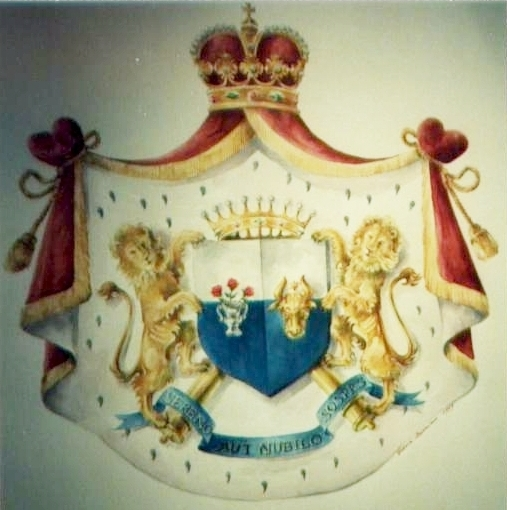
同公国・王国の国章の基となったロゼッティ家（ルーマニア語版、英語版）の紋章

王国時代（1881年～1945年）の国章

ルーマニア王国の国章（1881年~1922年）
ルーマニア王国の国章（1921年~1947年）
ルーマニア王国の中紋章（1922年~1947年）
ルーマニア王国の小紋章（1921年~1947年）

共産党政権時代（1945年～1989年）の国章

ルーマニア人民共和国の国章（1948年1月~1948年3月）
ルーマニア人民共和国の国章（1948年3月~1952年）
ルーマニア人民共和国の国章（1952年~1965年）
ルーマニア社会主義共和国の国章（1965年~1989年）

ルーマニア革命後（1989年～）の国章

革命後のルーマニアの国章（1989年～2016年、移行期間は2018年12月31日まで）
現在のルーマニアの国章（2016年～、2019年に完全移行）